# Charles Elmé Francatelli
Charles Elmé Francatelli (Londra, 1805 – Eastbourne, 10 agosto 1876) è stato un cuoco britannico di origini italiane conosciuto per i suoi libri di cucina nell'età vittoriana.

## Biografia
Charles Elmé Francatelli, di origine italiana, nacque a Londra nel 1805 e studiò in Francia l'arte culinaria. Giunto in Inghilterra, fu successivamente assunto da vari nobili, diventando in seguito capocuoco del St James's Club, conosciuto popolarmente come il Crockford's Club. Lasciò Crackford's per diventare capocuoco della Regina Vittoria dal 9 marzo 1840 al 31 marzo 1842, ritornando poi a Crockfords. Fu amministratore delegato del Coventry House Club dal giorno in cui aprì, il 1 giugno 1846, fino alla sua chiusura nel 25 marzo 1854, e poi presso il Reform Club dal 1854 al 1861. Fu amministratore del St James's Hotel, all'angolo di Berkeley Street e Piccadilly, dal 1863 al 1870. Lavorò come chef de cuisine presso il Principe e la Principessa di Galles nelle vicinanze di Marlborough House dal 1863 al 1865. Dal 1870 al 1876 fu amministratore del Freemason's Tavern.

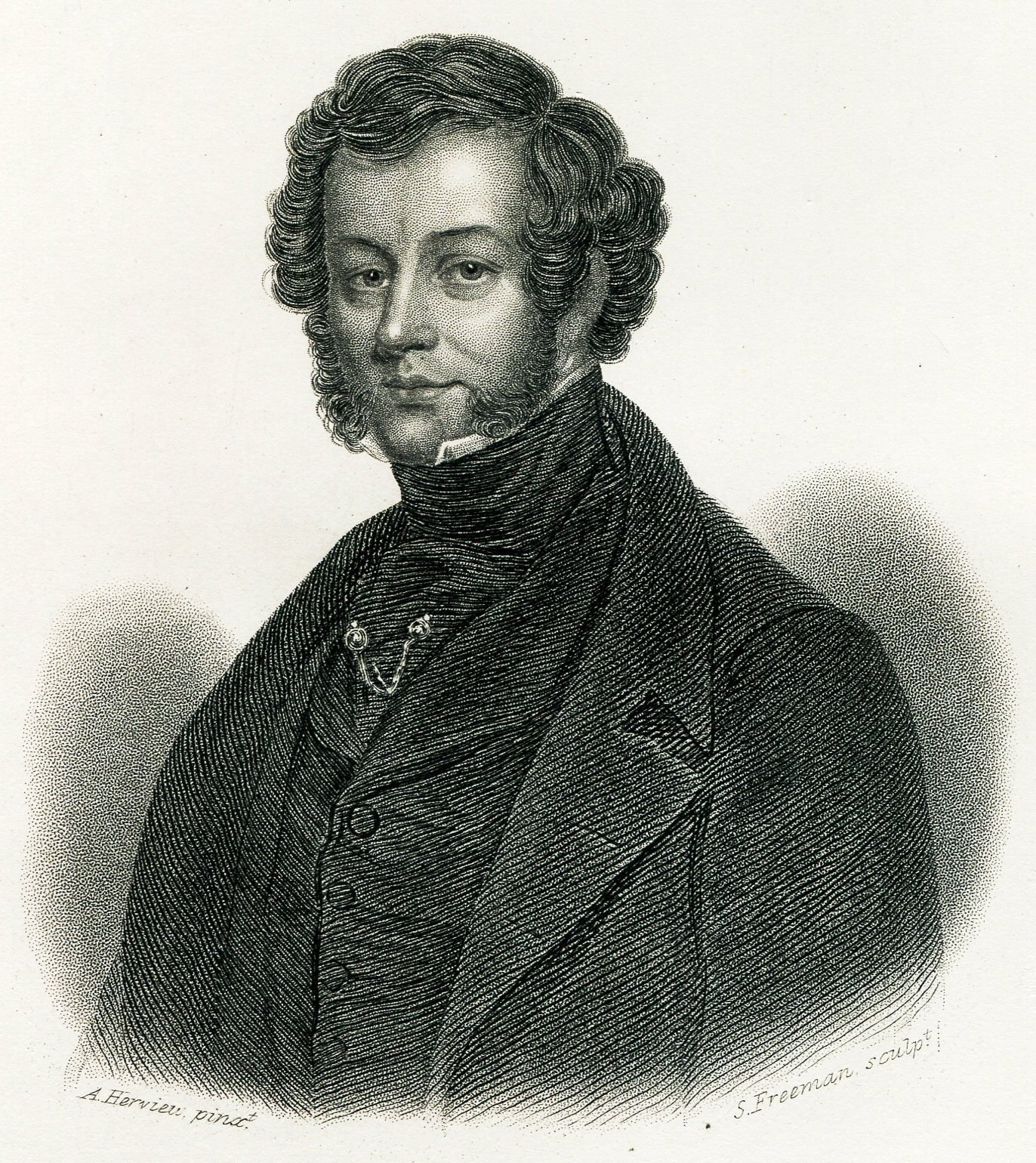
Incisione di Francatelli disegnata da Auguste Hervieu e incisa da Samuel Freeman, probabilmente in 1846, Frontespizio al The Modern Cook, 1845

Uno dei suoi discendenti fu Laura Mabel Francatelli (1880–1967), che, dal 1909 circa al 1920, fu segretaria presso la stilista inglese Lucy, Lady Duff-Gordon. Insieme alla sua datrice di lavoro e al marito di lei, Laura Francatelli fu una sopravvissuta del disastro del Titanic.

## Opere
Francatelli fu l'autore del The Modern Cook (1845); di A Plain Cookery Book for the Working Classes (1852), The Cook's Guide and housekeeper's & Butler's Assistant (1861), e di The Royal English and Foreign Confectionery Book (1862). Francatelli morì a Eastbourne.

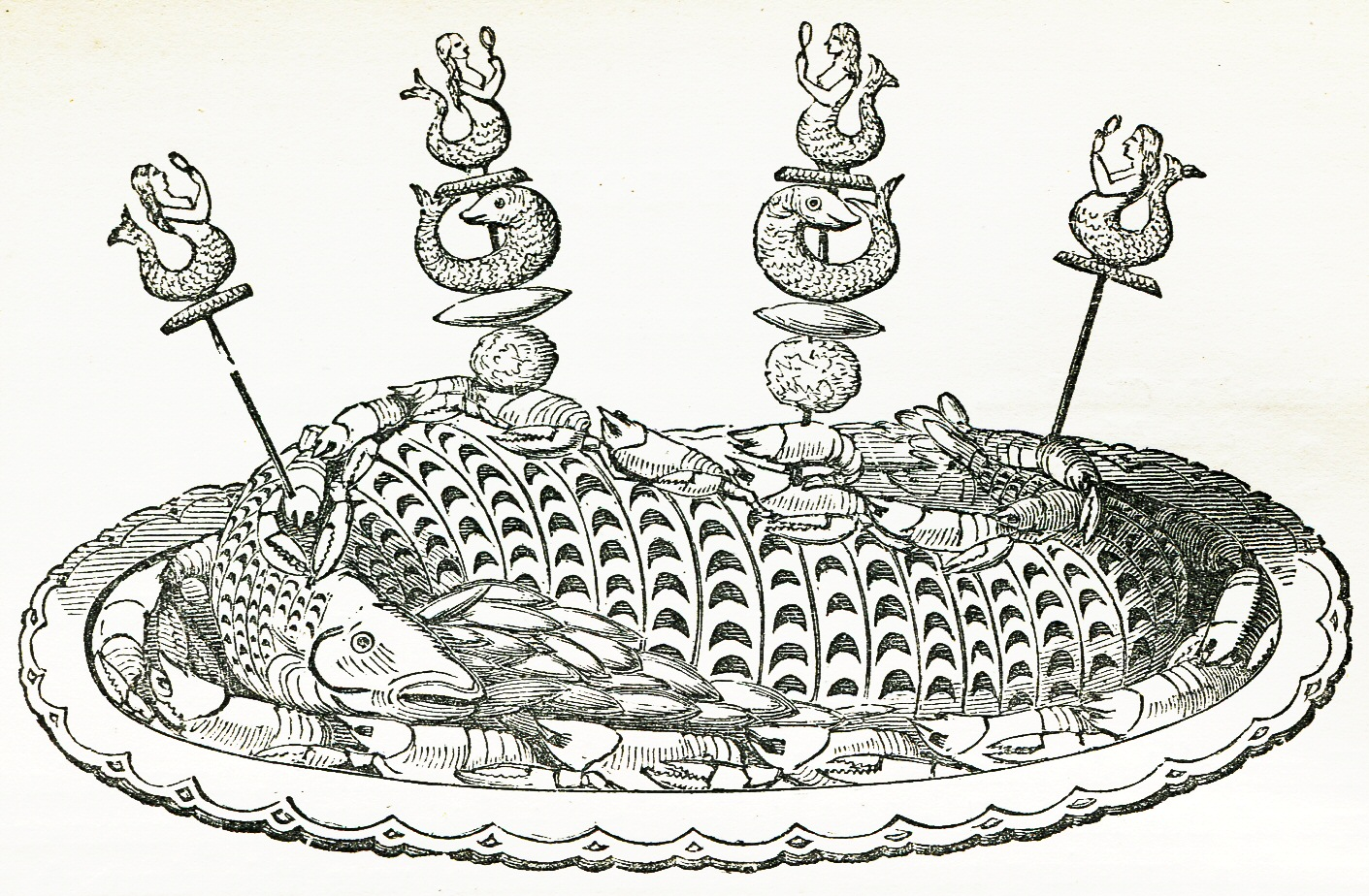
"Salmon à la Chambord", un decorato piatto da portata dal The Modern Cook

A Plain Cookery Book for the Working Classes fu ristampato nel 1993, completo con gli originari avvertimenti e l'introduzione .